# Lygosoma punctata
Lygosoma punctata là một loài thằn lằn trong họ Scincidae. Loài này được Gmelin mô tả khoa học đầu tiên năm 1799.